# Церковь Святой Богородицы (Шаумян)
Церковь Святой Марии Богородицы, Армянская Апостольская Церковь Республики Армения в с. Шаумян Армавирской области

## История
Церковь Святой Марии Богородицы (арм. Սուրբ Մարիամ Աստվածածին եկեղեցի) была построена в начале XIX века в с. Шаумян, которое входит в административный состав святого, для всех прихожан Армянской Апостольской Церкви, города Эчмиадзин.
В начале 1930-х годов Церковь Святой Богородицы была разрушена, но рядом с руинами старой Церкви в 2010 году началось строительство нового, ещё более величественного строения.
Строительство новой Церкви было начато по зову сердца и финансовой поддержке уроженца с. Шаумян, жителя г. Москвы Оганесяна Карена. Он ещё в молодости дал себе обет воздвигнуть Божий дом в своем родном селе.
Его мечта сбылась и в 2010 году Церковь была освящена Епископосом Тер-Сион Адамяном
Территория старой и новой церквей была облагорожена и обнесена забором. На территории также были установлены Хачкары(арм. խաչքար, дословно «крест-камень»), посвященные
- жертвам Геноцида армян 1915-го года (арм. Հայոց Ցեղասպանություն)
- жертвам Спитакского землетрясения
- Памяти погибшим войнам Первой карабахской войны.

## Галерея

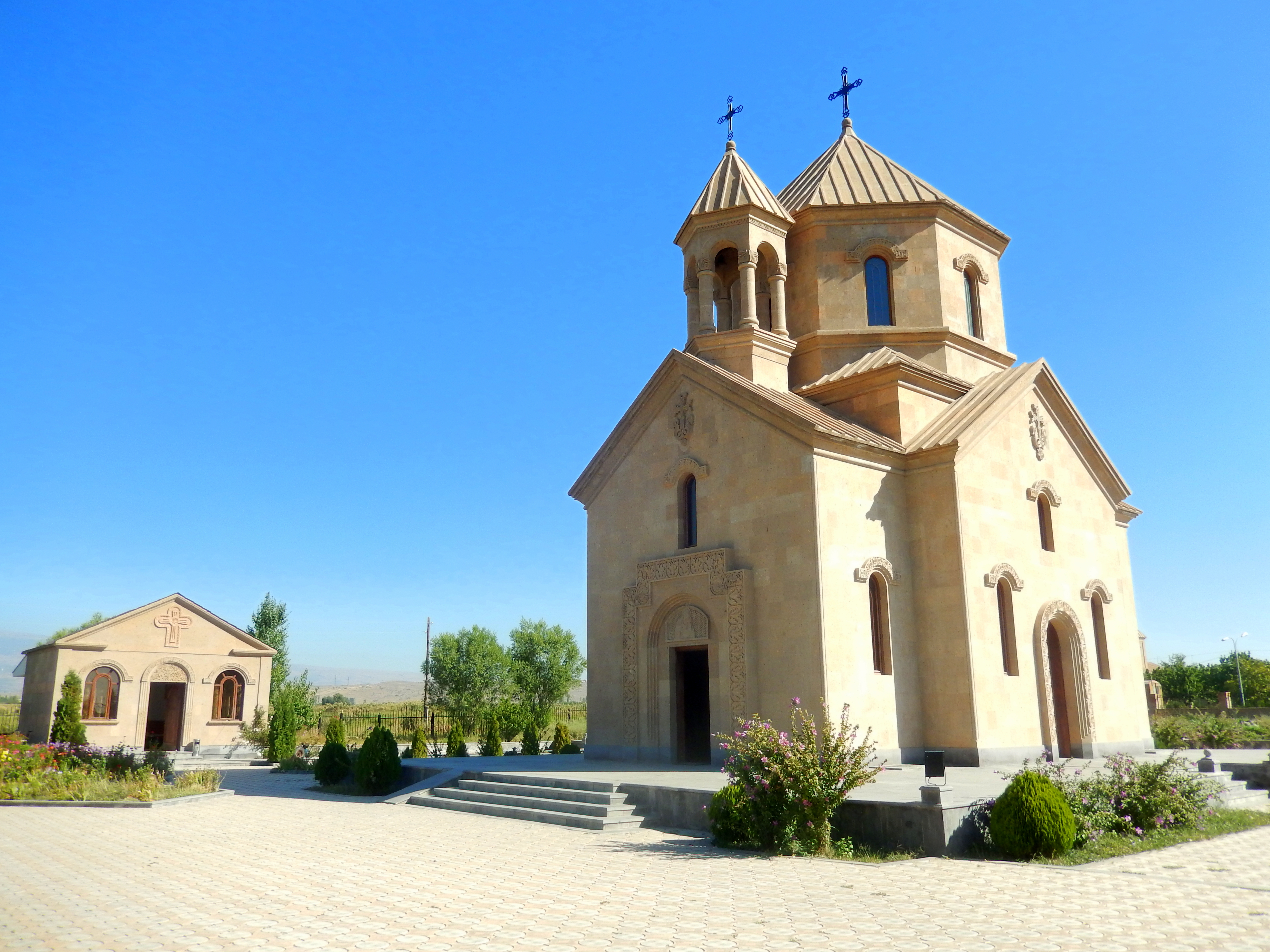
Աստվածածաին եկեղեցի, Շահումյան, Արմավիր
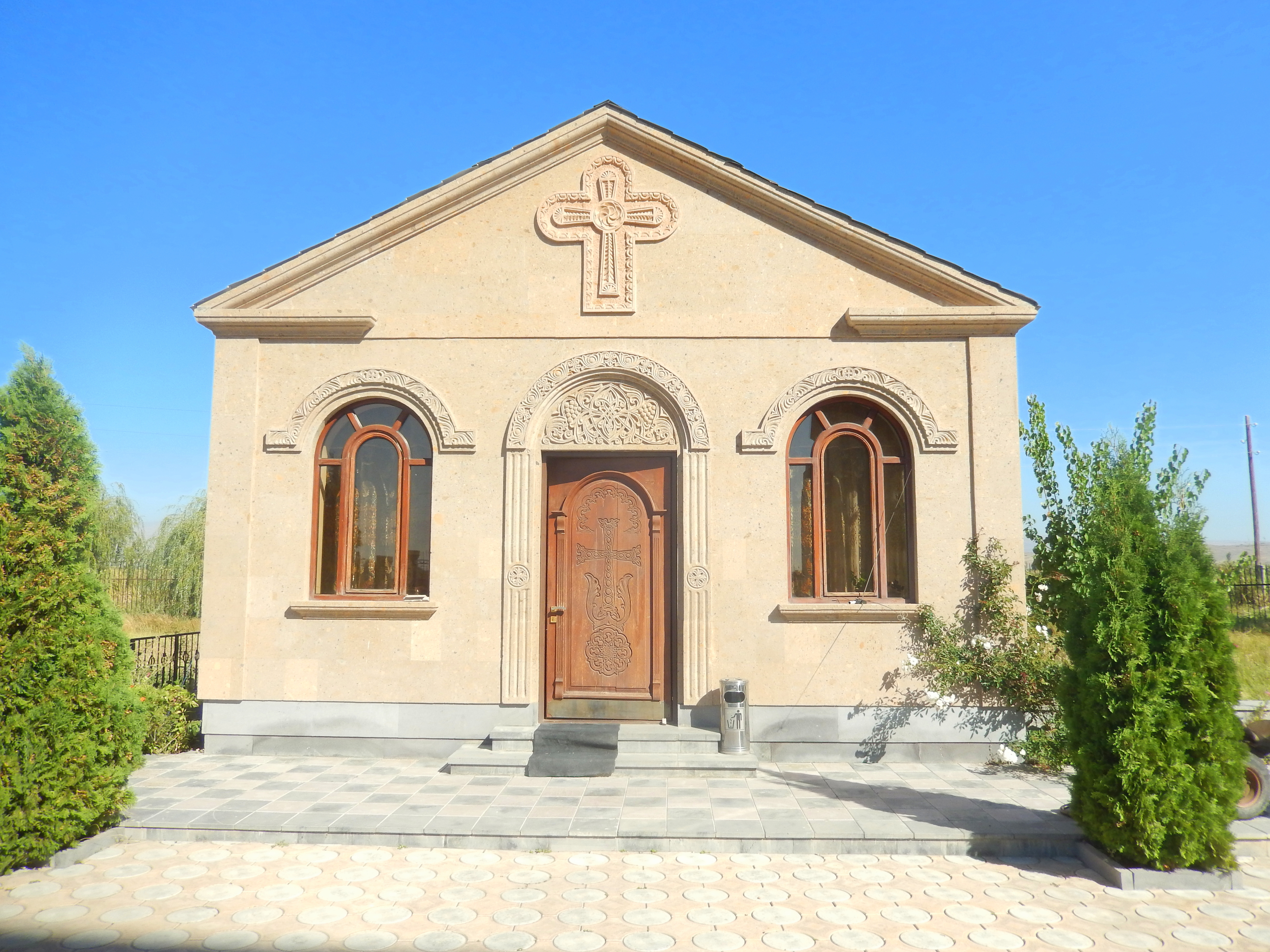
Աստվածածաին եկեղեցի, Շահումյան, Արմավիր
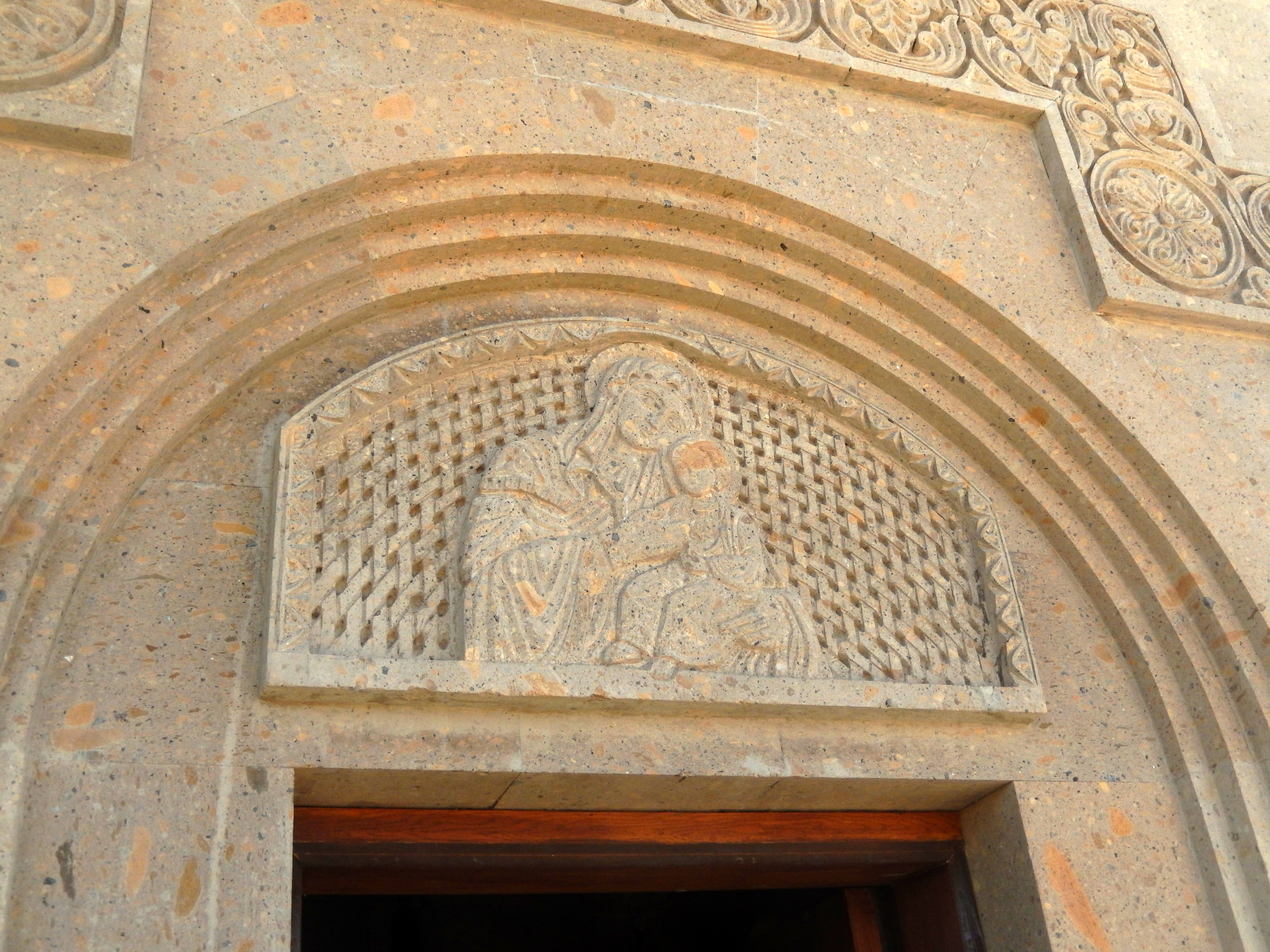
Աստվածածաին եկեղեցի, Շահումյան, Արմավիր
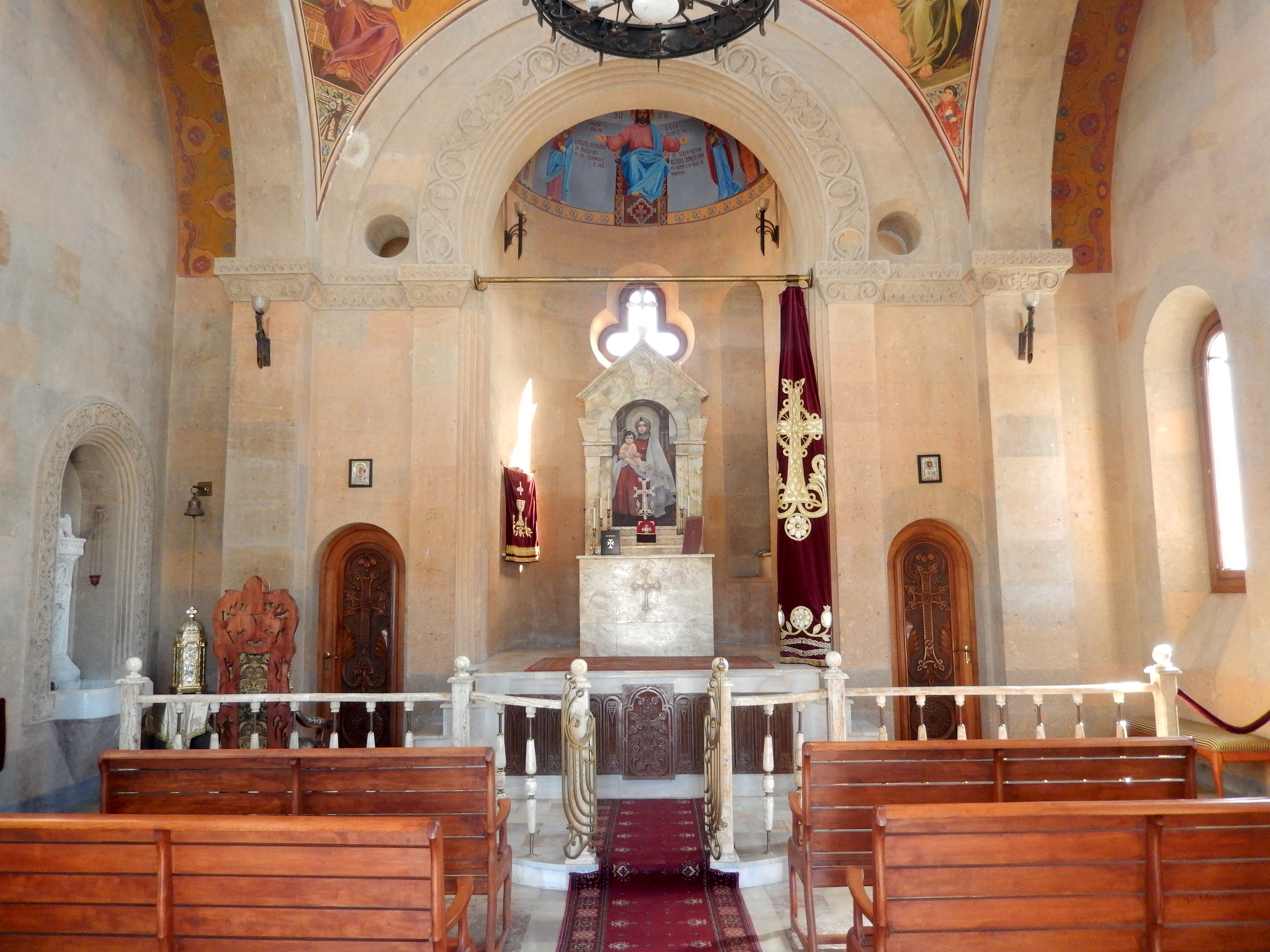
Աստվածածաին եկեղեցի, Շահումյան, Արմավիր
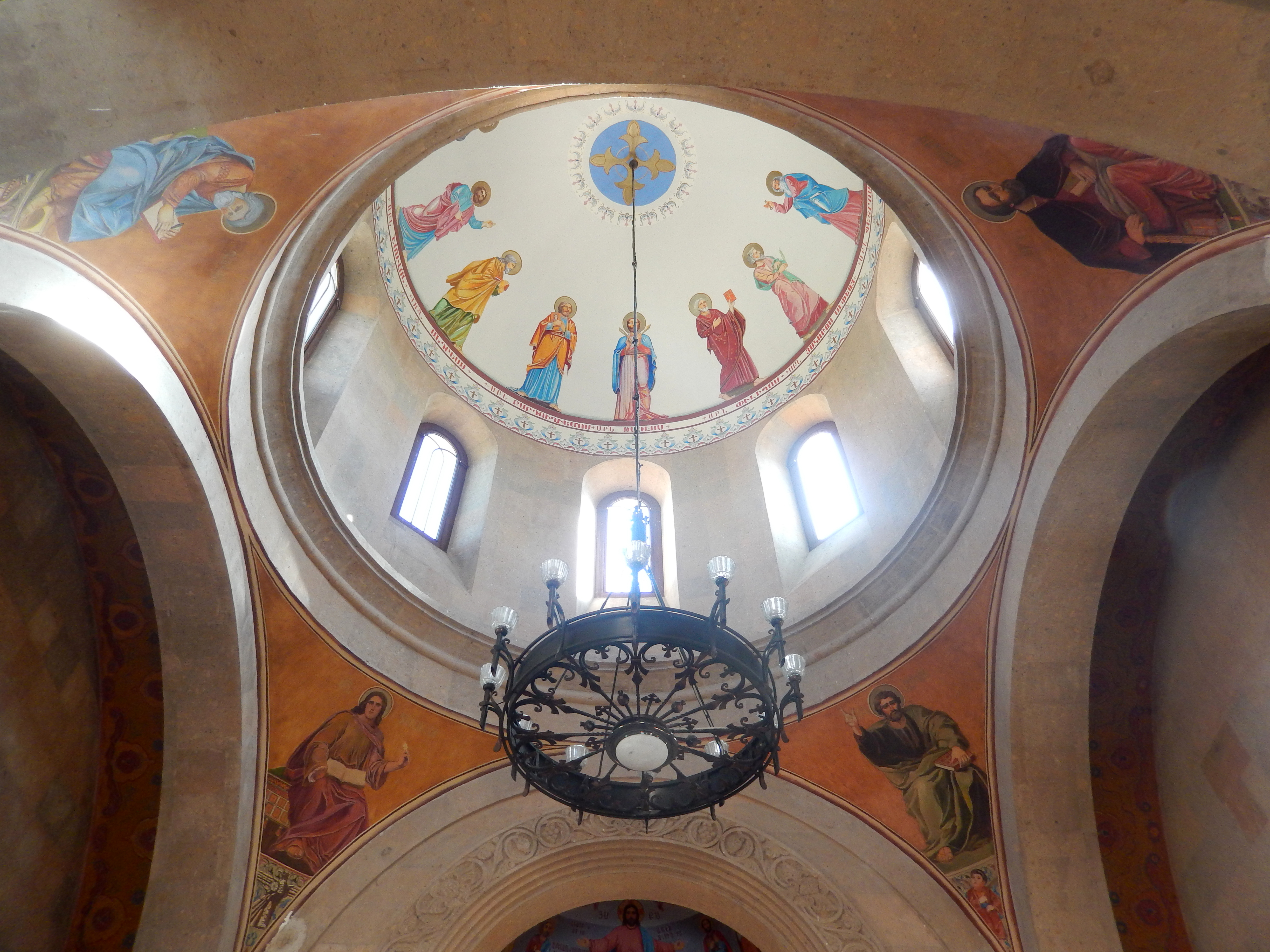
Աստվածածաին եկեղեցի, Շահումյան, Արմավիր
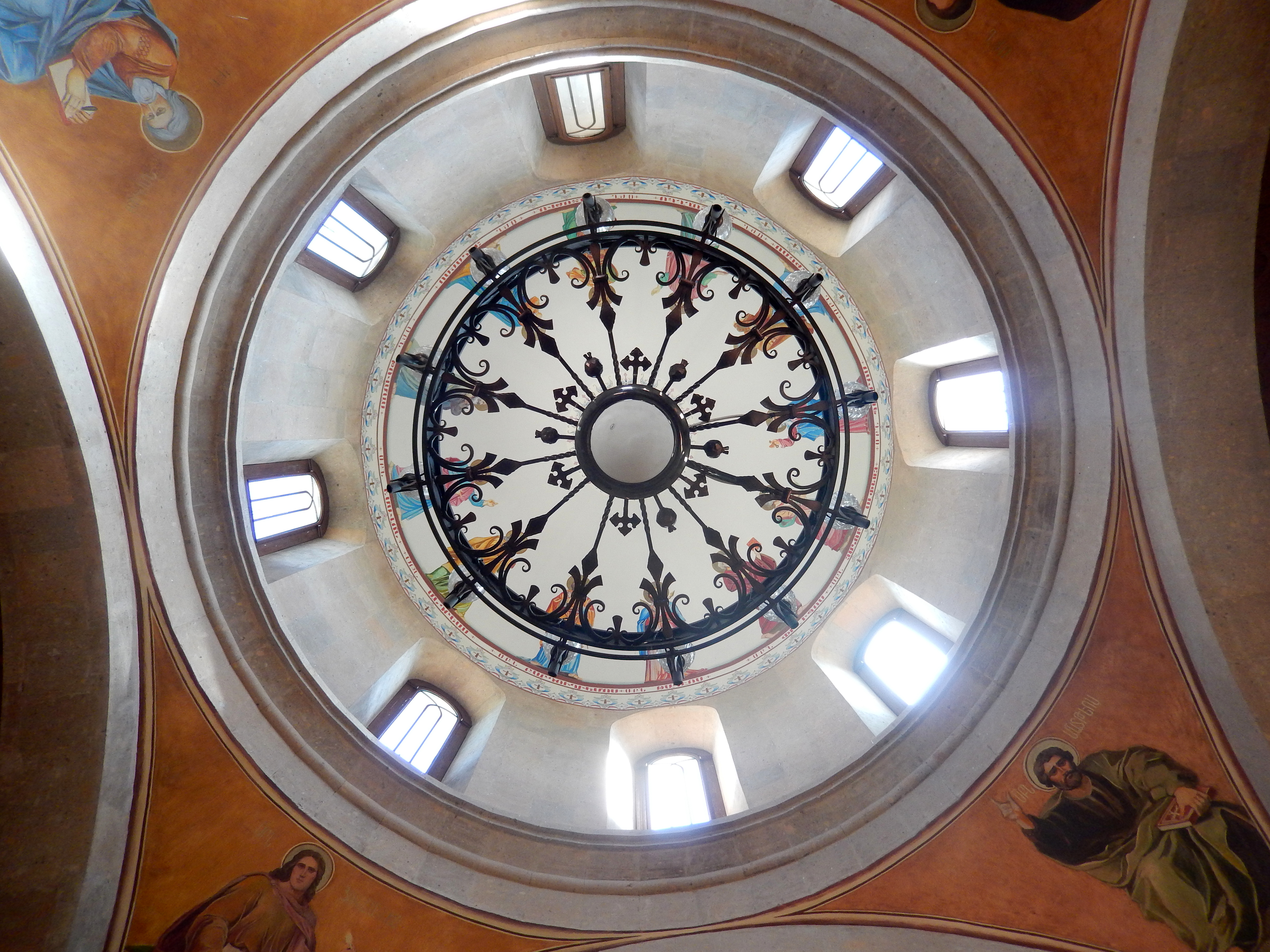
Աստվածածաին եկեղեցի, Շահումյան, Արմավիր